# Blake e Murphy
Blake and Murphy foi uma dupla de luta livre profissional que atuou no NXT, território de desinvolvimento da WWE. Era formada por Wesley Blake e Buddy Murphy, que foram uma vez campeões de duplas do NXT.

## Na luta livre
- Movimentos de finalização da dupla
  - Running brainbuster (Murphy) seguido por um frog splash (Blake)[1][2][3]
- Movimentos de finalização de Blake
  - Six Star Frog Splash (Frog splash)
  - Spinning facebuster
- Movimentos secundários da dupla
  - Combinação Wheelbarrow (Blake)/ Double Knee  Facebreaker (Murphy)
  - Double belly-to-back pop-up into neckbreaker (Murphy)
  - Ankle lock (Murphy)/ Elbow drop to the oppenents back (Blake)
  - Snapmare (Blake)/ Running double knees to the face (Murphy)
- Managers
  - Alexa Bliss[4][5]
- Alcunhas
  - "BAMF"[6] (Blake Alexa Murphy Factor/BAM Factor)[7]
- Temas de entrada
  - "Action Packed" por Kosinus (NXT; 1 de dezembro de 2014 – 20 de maio de 2015)
  - "Opposite Ends of the World" por CFO$[8] (NXT; 20 de maio de 2015 – 6 de julho de 2016)
  - "Spiteful" por CFO$[9] (Alexa Bliss)

## Campeonatos e prêmios
- Pro Wrestling Illustrated

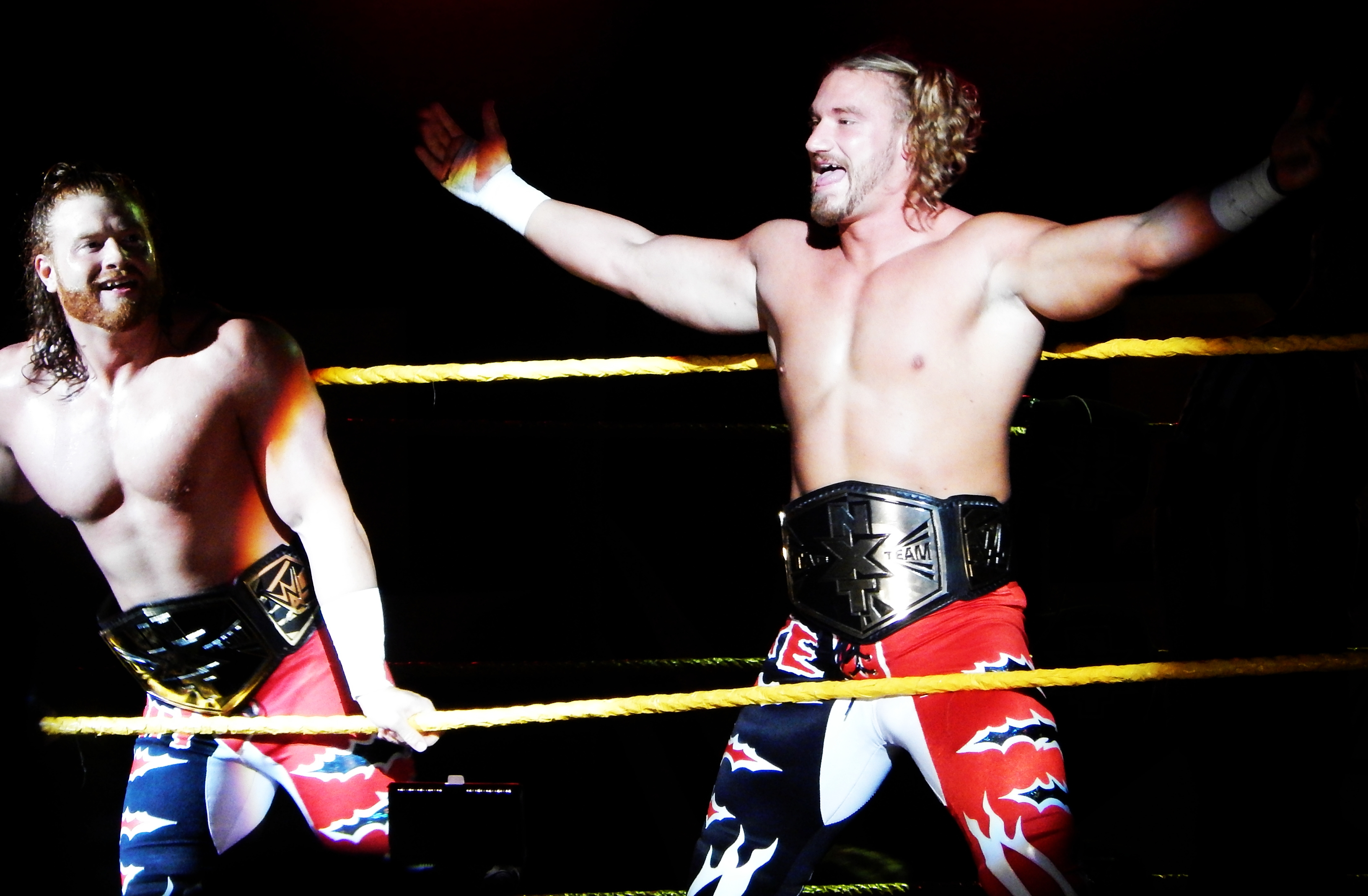
Blake (direita) e Murphy (esquerda) como campeões de duplas do NXT em maio de 2015

  - PWI colocou Murphy em 116º na lista dos 500 melhores lutadores na PWI 500 em 2015[10]
  - PWI colocou Blake em 121º na lista dos 500 melhores lutadores na PWI 500 em 2015[10]
- WWE NXT
  - NXT Tag Team Championship (1 vez)[11]